# Конвеј (Вашингтон)
Конвеј (енгл. Conway) насељено је место без административног статуса у америчкој савезној држави Вашингтон.

## Демографија
По попису из 2010. године број становника је 91, што је 7 (8,3%) становника више него 2000. године.
| Група             | 2000.      | 2010.      |
| Белци             | 75 (89,3%) | 72 (79,1%) |
| Афроамериканци    | 0 (0,0%)   | 0 (0,0%)   |
| Азијати           | 0 (0,0%)   | 1 (1,1%)   |
| Хиспаноамериканци | 7 (8,3%)   | 17 (18,7%) |
| Укупно            | 84         | 91         |